# 法國高速鐵路
法國高速鐵路，簡稱為LGV（法語：Lignes à grande vitesse），為法國的高速鐵道系統。法國第一條高鐵於1981年開通，連接巴黎和里昂郊區的東南高速鐵路是當時歐洲唯一的高速鐵路線。目前法國高鐵網絡包括2,800 公里的路線，其上行駛多種高速列車，最主要的是法国国家铁路 (SNCF)運營的品牌法国高速列车 (TGV)。比利時、荷蘭、英国的高速鐵路也基於LGV技術，通過LGV與普速鐵路，TGV可以與鄰國鐵路網連接。

## 歷史
法國高速鐵路的建造設想始於1960年代，之前日本新幹線已經於1959年動工。確定採用輪軌技術後，1976年，第一條LGV—東南高速鐵路開始建造。1981年9月27日，運轉於巴黎與里昂之間的東南高速鐵路正式向公眾開放，並運營TGV列車。LGV與TGV最初的目標客戶是往來於兩座城市之間的商務人士，但不久之後目標市場以外的人們也越來越喜歡乘坐這種快捷、實用的交通工具。
從那以後，越來越多的高速鐵路在法國建成，歐洲之星也於1994年投入營運，通過英法海底隧道將歐洲大陸與英國連接起來，路線採用LGV標準設計。比利時高速鐵路與荷蘭南部高速铁路也採用LGV標準設計開通。

## 設計

### 軌道
LGV軌道建設與普通鐵路線有幾個主要區別。首先彎道的半徑更大，這樣列車就可以以更高的速度通過，而不會增加乘客感受到的向心加速度。LGV既有線彎道半徑需大於4公里，新線路則需大於7公里，以允許未來速度提高。另外LGV可以採用比普通鐵路線更陡的坡度，因為列車高速運行時極大的動量有助於在不大幅增加能量消耗的情況下爬上斜坡，這有助於規劃並降低建設成本，例如：東南高速鐵路坡度可達千分之35。LGV的軌道標準也比普通鐵路線更高，道砟的鋪設更深，鋪設更多軌枕，並且由混凝土製造，從而提高軌道承載能力和穩定性。
為列車調度與雙單線運轉之便利，LGV於主線軌道上約每20至30公里設置一橫渡線與緊急停靠側線。通過橫渡線切換軌道時，列車允許之通過速度為160至170 公里/小時。緊急停靠側線可作為列車執行故障排除或等待救援時臨時停靠使用，以免影響主線之運轉。

### 號誌系統
由於LGV上的TGV行駛速度太快，司機無法看到傳統的線路信號並對其做出反應，因此使用稱為TVM的自動化系統。LGV的號誌系統為TVM-300與TVM-430，TVM-430為TVM-300的升級版本，兩者均以軌道電路為基礎，並由此將相關訊息傳輸至機車的車載系統，且均支援雙單線運轉。TVM-300採階段式降速，駕駛須按車載系統顯示之速度碼手動減速，否則超過規定速限後系統將啟動緊急煞車予以防護。為縮短列車運轉時隔並增加路線容量，TVM-430則改採連續式降速但駕駛須按速度碼手動減速。TVM-300與TVM-430兩者均為容許進入佔據區間設計，除車站與橫渡線區域外，依減速號誌停車後駕駛得以低速（30 公里/小時以下）運轉進入前方已佔據之閉塞區間。

### 限制
LGV主要供TGV行駛。原因之一是，當不同速度的列車混合運營時，線路容量會急劇下降。同時運營貨運和客運列車也構成安全風險，因為貨列上的貨物可能會因TGV高速行駛引起的氣流而不穩定，不過在高速列車班次較少，以及法國以外路線，LGV也會行駛非高速列車，另外LGV線路允許的軸重為17噸。
新建的高速線路在正常運行時允許速度為320 公里/小時，最初LGV被定義為運營速度大於200公里/小時的線路，之後修改為250公里/小時， 與歐洲的大多數高速列車一樣，TGV也在非LGV軌道上運行，這些既有線路經改造的最高速度可達220公里/小時。因為列車高速運營，LGV被隔離以防止動物和人擅自闖入，並且不設置平交道口。

### 動力
LGV全部採用25kV、50Hz、交流電氣化。架空電纜比起普通鐵路需承受更大的張力。

### 車站
與新幹線、西班牙高速铁路相比，LGV使用與普速鐵路相同的轨距，因此可以使用市中心現有的為傳統列車建造的城內軌道和車站，雖然速度較低，但成本相對低廉，對旅客也十分便利。對於中途車站，LGV路線設計者傾向於在郊區建設新的中間站，這允許TGV停止而不會導致太多時間損失，因為更多時間將運行在高速軌道上，但是這樣的設計招致批評，被謔稱為「甜菜站」。為TGV建造的新車站，其中一些是重大的建築成就，阿維尼翁TGV站於2001年啟用，被譽為最引人注目的車站之一。

## 運營商

### 現有運營商
- SNCF：法國國鐵是法國高速鐵路線上主要的運營商，運營多種TGV列車（現在皆用 TGV inOui 作為品牌，以利與Ouigo做區隔）。
- Ouigo：法鐵的全資子公司，运营低成本高速鐵路品牌[4]。于2017年完全取代法铁直接运营的低成本高铁“ID TGV”[5]。
- Lyria：由法國國家鐵路及瑞士聯邦鐵路合組的子公司及品牌名稱，主要經營往返於巴黎/马赛至瑞士之間的TGV列車服務。[6]
- Alleo：由法國國家鐵路及德國鐵路合資的一家子公司，它主要經營巴黎/馬賽至德國法蘭克福或斯圖加特/慕尼黑之間。2018年12月併入法铁与德铁的合作夥伴關係公司“DB - SNCF in cooperation”
- 歐洲之星：由欧洲之星国际有限公司於1994年開始運營，往返於英國倫敦與法國、比利時主要城市。
- 大力士高速列车：於1996年開始運營，往返於法國與比利時、荷蘭、德國，2022年3月被欧洲之星国际有限公司收購，[7]品牌名稱改為欧洲之星，但仍維持原列車塗裝。[8]
- Trenitalia France（英语：Trenitalia France）：意大利列車的子公司，經營米蘭 - 里昂和巴黎之間的服務。

### 已停運
- Elipsos（英语：Elipsos）：由西班牙RENFE和法國SNCF於2001年合組的子公司，2013年開始運營巴塞羅那  - 圖盧茲/里昂/巴黎，以及馬賽 - 馬德里列車服務。2022年12月因虧損停運。[9]

## 路線

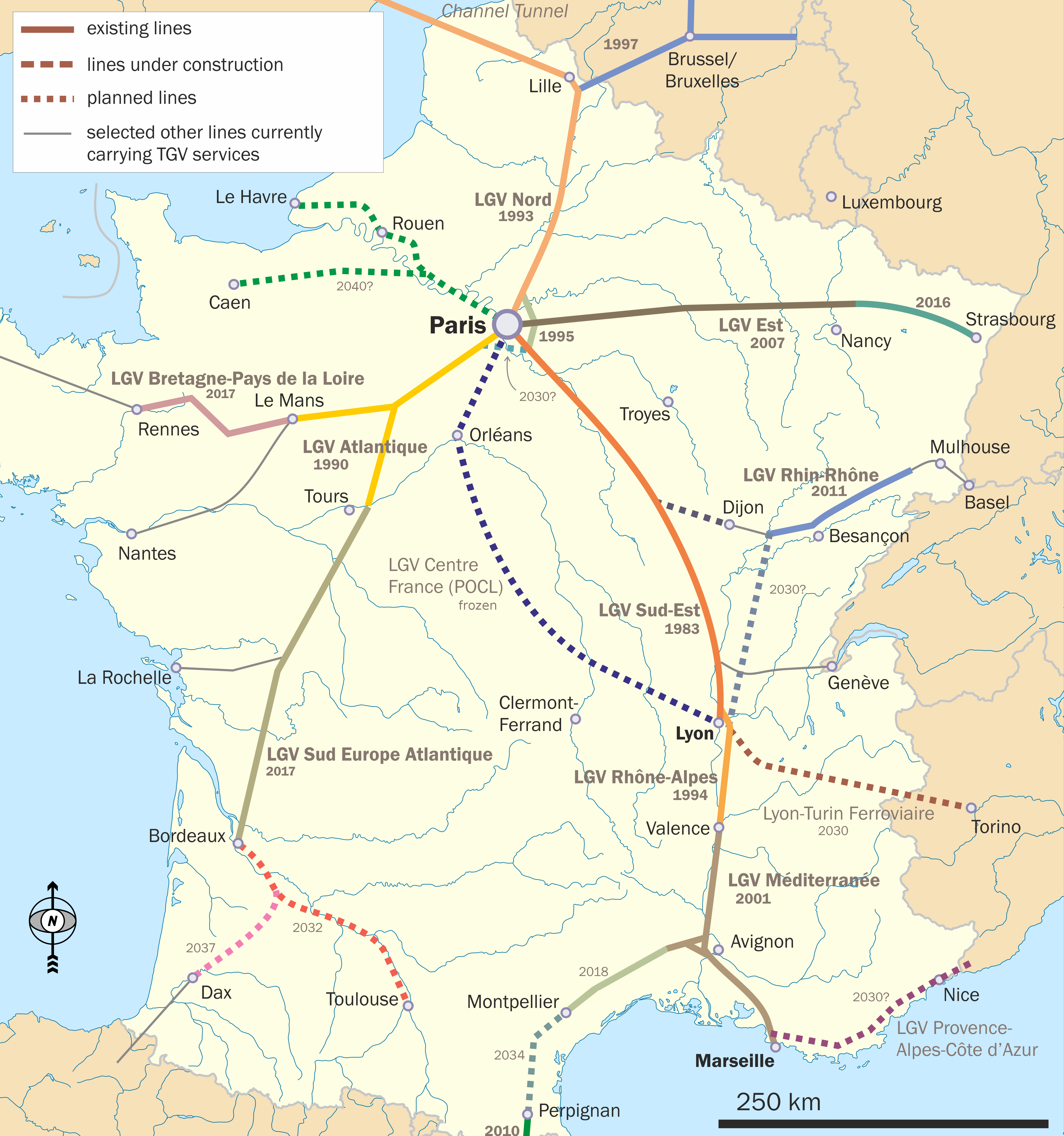
TGV路線圖

### 運營中路線
| 论 编                         |                                       |          |           |                     |                          |
| 路線                          | 連接城市/車站                         | 開通年分 | 長度 (km) | 最高運營速度        | 運營列車                 |
| 北部走廊                      |                                       |          |           |                     |                          |
| 北部高速铁路                  | 巴黎北站 - 里爾歐洲站 - 加来-弗雷坦站 | 1993     | 333       | 300 km/h（186 mph） |                          |
| 比利時1號高速鐵路             | 北線 (往加來或倫敦) - 布魯塞爾南站    | 1997     | 88        | 300 km/h（186 mph） | 歐洲之星、大力士高速列车 |
| 西南走廊                      |                                       |          |           |                     |                          |
| 大西洋高速铁路                | 巴黎蒙帕纳斯站 - 勒芒 / 图尔          | 1989     | 284       | 300 km/h（186 mph） |                          |
| 南部-大西洋欧洲高速铁路       | 图尔 - 波尔多                         | 2017     | 340       | 320 km/h（199 mph） |                          |
| 布列塔尼-卢瓦尔河地区高速铁路 | 勒芒 - 雷恩                           | 2017     | 214       | 320 km/h（199 mph） |                          |
| 東南走廊                      |                                       |          |           |                     |                          |
| 东南高速铁路                  | 巴黎 - 里昂                           | 1981     | 409       | 300 km/h（186 mph） |                          |
| 莱茵河-罗讷河高速铁路         | 第戎 - 米卢斯                         | 2011     | 140       | 320 km/h（199 mph） | Velaro D                 |
| 罗讷-阿尔卑斯高速铁路         | 里昂 - 瓦朗斯TGV站                    | 1992     | 115       | 300 km/h（186 mph） |                          |
| 地中海高速铁路                | 瓦朗斯TGV站 - 马赛 / 尼姆             | 2001     | 244       | 320 km/h（199 mph） |                          |
| 尼姆—蒙彼利埃繞道             | 尼姆 - 蒙彼利埃                       | 2018     | 80        | 320 km/h（199 mph） |                          |
| 佩皮尼昂—菲格拉斯高速铁路     | 佩皮尼昂 - 菲格拉斯                   | 2010     | 44.4      | 320 km/h（199 mph） | AVE Serie 100            |
| 東部走廊                      |                                       |          |           |                     |                          |
| 东部高速铁路                  | 巴黎 - 洛林TGV站                      | 2007     | 406       | 320 km/h（199 mph） | Velaro D、ICE-3列車      |
| 东部高速铁路                  | 洛林TGV站 - 斯特拉斯堡                | 2016     | 406       | 320 km/h（199 mph） | Velaro D、ICE-3列車      |
| 其他                          |                                       |          |           |                     |                          |
| 东部互联高速铁路              |                                       | 1994     | 90        | 300 km/h（186 mph） |                          |

### 建設中路線
- 杜林－里昂高速鐵路

### 計畫中路線
- 皮卡第線（英语：LGV Picardie）
- 萊茵河-羅訥河線第二期
- 普羅旺斯－阿爾卑斯－蔚藍海岸線（英语：LGV Provence-Alpes-Côte d'Azur）
- 蒙彼利埃－佩皮尼昂線（英语：LGV Montpellier–Perpignan）
- 波爾多－土魯斯線（英语：LGV Bordeaux–Toulouse）
- 波爾多－西班牙高速鐵路（法语：LGV Bordeaux - Espagne）